# Solcykel
Solcykel, även kallad solcirkel, är längden på den tidsperiod, som måste förflyta mellan två år för att dessas samtliga datum skall infalla på samma veckodagar. Enligt den Julianska kalendern är solcykeln 28 år och enligt den Gregorianska kalendern 400 år.
Enligt båda dessa kalendrar är skottår de år, som är jämnt delbara med 4, dock med vissa undantag. I den Gregorianska kalendern är jämna århundraden skottår, endast om dessa är jämnt delbara med 400. Exempelvis är således åren 1900, 2100, 2200 och 2300 ej skottår i den Gregorianska kalendern.
Mellan åren 1901 och 2099 har således solcykeln en längd på 28 år. Exempelvis överensstämmer åren 1916, 1944, 1972, 2000 och 2028.
För att ett enskilt datum ett visst år skall infalla på samma veckodag, som på ett annat år måste avståndet mellan dessa årtal vara minst 5 år.
Härvid är tidscyklerna 5, 6, 11, 6. Dessa tals summa, 5 + 6 + 11 + 6 = 28.
Talens inbördes ordning är beroende på vid vilket år beräkningen börjar. 
Om starten sker ett skottår och på ett datum infallande före den 1 mars är ordningen den angivna.
Exempel: Den 1 januari 1972 var en lördag. Därav följer, att den 1 januari åren 1977, 1983, 1994 och 2000 infaller på en lördag. 
Om beräkningen börjar den 1 januari 1973, som var en måndag blir cykeln i stället 6, 11, 6, 5, det vill säga samma talföljd, men cykliskt permuterad och för påföljande år, 11, 6, 5, 6, etcetera. 
Exempelvis överensstämmer datum och veckodagar för åren 1972 och 1977 för de dagar, som infaller under januari och fram till och med den 28 februari, men inte för de resterande dagarna. Den 1 mars 1972 inföll på en onsdag, men 1 mars 1977 på en tisdag.